# Great Colinet Island
Great Colinet Island är en ö i Kanada.   Den ligger i provinsen Newfoundland och Labrador, i den östra delen av landet, 1 700 km öster om huvudstaden Ottawa. Arean är 11,5 kvadratkilometer.
Terrängen på Great Colinet Island är platt. Öns högsta punkt är 105 meter över havet. Den sträcker sig 7,5 kilometer i nord-sydlig riktning, och 4,8 kilometer i öst-västlig riktning.